# 弗留利-威尼斯朱利亚大区委员会
弗留利-威尼斯朱利亚大区委员会（義大利語：Consiglio regionale del Friuli Venezia Giulia）是意大利弗留利-威尼斯朱利亚大区的立法机关，成立于1964年，设于的里雅斯特。委员会实行一院制。有48名委员，由直接选举产生。每届委员会任期5年。现任主席是Mauro Bordin。